# Indijska matematika
Indijska matematika se razvila na Indijskom potkontinentu od 1200. pr. Kr. sve do kraja 18. stoljeća.

## Povijest
U klasičnom razdoblju indijske matematike  (400. – 1200.) su zabilježena značajna postignuća zahvaljujući učenjacima kao što su Aryabhata, Brahmagupta i Bhaskara II.  Dekadski brojevni sustav koji se koristi danas  se prvi put koristio u indijskoj matematici.  Indijski matematičari su dali rani doprinos proučavanju koncepta nule kao broja, negativnih brojeva, aritmetike i algebre.  Uz to se u Indiji razvila i trigonometrija, uključujući suvremene defincije sinusa i kosinusa.  Ti matematički koncepti su se kasnije prenijeli na Bliski Istok, Kinu i Europu  te bitno pridonijeli razvoju koncepata koji danas tvore temelj mnogih područja matematike.
Drevni i srednjovjekovni matematički tekstovi, svi napisani na sanskrtu, najčešće su se sastojali od sutra u kojima su načela ili problemi izneseni u ekonomičnim stihovima kako bi ih učenik mogao što lakše upamtiti.  Njih je slijedila druga sekscija koja se sastojala od komentara u prozi  (ponekad nekoliko komentara od različitih učenjaka) koji su detaljnije obrazložili problem ili izložili njegovo rješenja.  U proznom dijelu, forma (i njena memorizacija) nisu bili tako važni kao same ideje. Sva matematička djela su se prenosila usmenom predajom sve do oko 500. pr. Kr. a nakon čega su se prenosili i usmeno i preko rukopisa.  Najstariji sačuvani matematički dokument na Indijskom kontinentu je rukopis iz Bakhshalija, otkriven godine 1881. u Bakhshaliju kraj Peshawara (moderni Pakistan) a koji datira iz 7. stoljeća.
Važno poglavlje u povijesti indijske matematike bio je razvoj ekspanzije nizova za trigonometrijske funkcije (sinuse, kosinuse i obrnute trigonometrijske funkcije) u Keralskoj školi u 15. stoljeću. Njihovo djelo, napravljeno dva stoljeća prije otkrića infinitezimalnog računa u Europi, predstavljalo je prvi primjer reda potencija. Međutim, ona nije razvila koncepte diferencijala i integracije, niti ima neposrednih dokaza da su se ta dostignuća proširila izvan Kerale.

## Vanjske poveznice
- Science and Mathematics in India  Arhivirana inačica izvorne stranice od 28. srpnja 2010. (Wayback Machine)
- An overview of Indian mathematics, MacTutor History of Mathematics Archive, St Andrews University, 2000.
- 'Index of Ancient Indian mathematics'  Arhivirana inačica izvorne stranice od 22. listopada 2019. (Wayback Machine), MacTutor History of Mathematics Archive, St Andrews University, 2004.
- Indian Mathematics: Redressing the balance, Student Projects in the History of Mathematics.  Ian Pearce.  MacTutor History of Mathematics Archive, St Andrews University, 2002.

- Online course material for InSIGHT, a workshop on traditional Indian sciences for school children conducted by the Computer Science department of Anna University, Chennai, India.